# Ejercito estadounidense y prostitución en Corea del Sur
Durante y después de la Guerra de Corea, las Fuerzas Armadas de los Estados Unidos utilizaron servicios de prostitución regulados en los campamentos militares de Corea del Sur. A pesar de que la prostitución es ilegal desde 1948, las mujeres en Corea del Sur fueron la principal fuente de servicios sexuales para el ejército estadounidense y un componente de las relaciones coreano-estadounidenses. Las mujeres que trabajaban como prostitutas en Corea del Sur son conocidas como mujeres kijichon (기지촌), también llamadas «mujeres de consuelo militar coreanas», y eran visitadas por militares estadounidenses, soldados coreanos y civiles coreanos. Las prostitutas provenían de Corea, Filipinas, China, Vietnam, Tailandia, Sri Lanka, Nepal, Indonesia y la Comunidad de Estados Independientes (específicamente Rusia, Kazajistán y Ucrania).

## Etimología
Las prostitutas que atendían a los miembros de las bases militares estadounidenses en Corea del Sur han sido conocidas localmente bajo diversos términos. Se las ha llamado «chicas de bar», «artistas especiales», «mujeres de consuelo militar coreanas», «mujeres de consuelo», «anfitrionas» y «mujeres de negocios».
Princesa yankee ((en hangul, 양공주; en hanja, 洋公主; romanización revisada, yanggongju)) también traducido como «princesa occidental», fueron otros nombres comunes y traducciones literales para las prostitutas en los Gijichon, campamentos militares estadounidenses en Corea del Sur. El término «princesa occidental» ha sido comúnmente usado en la prensa, como en The Dong-a Ilbo durante décadas. También se usa como un término despectivo para referirse a las parejas interraciales, particularmente entre un hombre blanco y una mujer coreana.
Puta yankee ((en hangul, 양갈보; romanización revisada, Yanggalbo)) y puta occidental también son nombres comunes. Las mujeres también son referidas como madames de la ONU ((en hangul, 유엔마담)).
Hasta principios de los años 1990, el término «mujeres de consuelo» ((en hangul, 위안부; en hanja, 慰安婦)) fue usado frecuentemente por los medios y funcionarios surcoreanos para referirse a las prostitutas para el ejército estadounidense, y el término «princesa yankee» se usó en su lugar. Sin embargo, para 2013, algunos medios surcoreanos comenzaron a usar el término «mujeres de consuelo de EE. UU.» ((en hangul, 미군 위안부)) en su lugar.
A principios de los años 1990, también se vio la divergencia de dos movimientos de derechos de las mujeres: por un lado, el que representaba a las Cheongsindae (mujeres de consuelo para el ejército japonés), y por otro lado, el movimiento que representaba a las Gijichon (campamentos para el ejército estadounidense). A pesar de que muchas mujeres en ambos lados fueron víctimas de trabajos forzados, las que apoyaban a las Cheongsidae creían que las mujeres de kijich'on eran participantes voluntarias en el sistema de prostitución y sexualmente promiscuas.

## Historia
A partir de 1945, se adoptó un sistema institucionalizado de prostitución permitido por el ejército estadounidense y la República de Corea. A pesar de la política de las Fuerzas de Estados Unidos en Corea que establece que «contratar prostitutas es incompatible con nuestros valores militares fundamentales», hay una discrepancia entre la «práctica» y la «política». En la sociedad coreana, la prostitución se considera un «mal necesario». El ejército estadounidense ha explicado esto como una cultura militar que permite a los soldados estadounidenses desahogarse y prevenir tendencias homosexuales. Las prostitutas para soldados estadounidenses eran consideradas en el fondo de la jerarquía social por los surcoreanos. También eran el estatus más bajo dentro de la jerarquía de la prostitución.

### Gobierno militar de EE. UU. en Corea del Sur 1945-1948

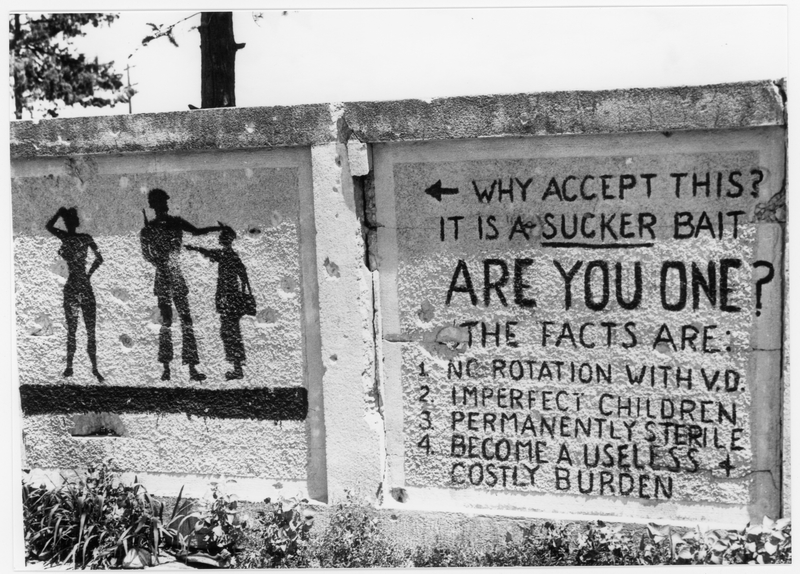
Cartel durante la Guerra de Corea advirtiendo sobre los riesgos del sexo sin protección (1951)

En septiembre de 1945, las Fuerzas Armadas de los Estados Unidos, lideradas por el General John R. Hodge, ocuparon Corea del Sur tras la liberación de Corea de Japón. Esto también incluyó las estaciones de consuelo imperiales japonesas. Estos eventos continuaron con la prostitución sancionada por el gobierno que se estableció en Corea bajo el dominio de Japón. La formación de la prostitución licenciada por Japón estableció protocolos de registro y exámenes obligatorios de ETS para las trabajadoras sexuales coreanas. Una vez que el ejército estadounidense ocupó Corea, estos exámenes fueron realizados por la Oficina de Salud Pública y Bienestar. Para proteger a los soldados estadounidenses de contraer enfermedades de las prostitutas, los bares y clubes de servicios fueron reubicados cerca y dentro de las bases militares. Al confinar a las prostitutas a un área pequeña, el ejército estadounidense tenía el poder de regular y monitorear las actividades y la salud de las mujeres. Mientras el gobierno militar estadounidense toleraba y regulaba la prostitución, las organizaciones de mujeres abogaban por la abolición de la prostitución. En respuesta, Estados Unidos aprobó la Ley de Abolición de la Prostitución Pública en 1947. Esto abolió la prostitución licenciada; sin embargo, la ley incrementó la proliferación de la prostitución privada.

### Posguerra de Corea
Las secuelas de la Guerra de Corea resultaron en extrema pobreza y caos. Esto produjo un gran aumento de prostitutas, ya que las mujeres recurrieron al trabajo sexual para mantenerse a sí mismas y a sus familias. La prostitución se convirtió en una característica regular y duradera de los campamentos militares.
Las estimaciones sobre el número de prostitutas coreanas a continuación se basan variadamente en artículos de escritores independientes, exámenes de enfermedades venéreas y estadísticas gubernamentales.
En 1953, el número total de prostitutas en toda la población de Corea del Sur fue de 350,000 según un informe gubernamental. Sin embargo, según estadísticas del gobierno coreano, el número total de prostitutas en Corea del Sur fue de 17,349 en 1953. Según la investigación del profesor Lee Young-hoon, un profesor de economía en la Universidad Nacional de Seúl, sobre el número de exámenes de enfermedades venéreas, estimó que el número total de prostitutas coreanas fue entre 26,000 y 39,000 para soldados estadounidenses de 1955 a 1966. Las encuestas realizadas durante los años 1950 y 1960 sugieren que el 60% de estas prostitutas trabajaban cerca de campamentos militares estadounidenses, aunque muchas de ellas atendían solo a hombres coreanos. Un informe de 1984 sugirió que el número de prostitutas alrededor de las bases estadounidenses había caído a menos de un tercio del número total de prostitutas en el país.
La edad promedio de las prostitutas coreanas para soldados estadounidenses es de 27 años, mientras que para los soldados coreanos es de 21 años. Las prostitutas coreanas promedio trabajan varios años, otras de 5 a 10 años. La duración promedio del servicio de una prostituta coreana es de 2.5 años para soldados coreanos, mientras que para soldados estadounidenses es de 3 años. El número promedio de encuentros sexuales por día fue de 1.7 veces con el ejército estadounidense, significativamente menor que con los coreanos (5.51 veces). Sin embargo, el ingreso mensual promedio por prostituta coreana fue de 11,423 wones con el ejército estadounidense, más de tres veces el de los coreanos (3,455 wones). En ese momento, el salario mensual promedio para trabajadores de manufactura era de 3,800 wones para hombres y aproximadamente 2,500 wones para mujeres.
Una estimación de un escritor afirmó que el número de prostitutas probablemente era proporcional al número de soldados estadounidenses. El número de soldados estadounidenses estacionados en Corea fue de 326,863 en 1953; 225,590 en 1954; 75,328 en 1955; 55,864 en 1960; 45,000 en los años 1970 y 42,000 en los años 1980. Muchas de las prostitutas coreanas que trabajaban en 1953 dejaron el trabajo dentro de un año, mientras que otras continuaron trabajando durante varios años más. A medida que el número de soldados estadounidenses disminuyó después de 1953, también lo hizo el número de prostitutas coreanas.
En 1954, las cifras del gobierno coreano (보건사회복지부) indican un total de 10,000–30,000 prostitutas atendiendo al ejército de la ONU/EE. UU. en Corea del Sur, alrededor de 20,000 prostitutas en 1966, reduciéndose a 13,000-14,000 en 1969, y luego reduciéndose aún más a 9,935 en 1977.

La Segunda República veía la prostitución como algo necesario. A partir de los años 1960, se estableció un sistema organizado oficial para proporcionar a los militares estadounidenses entretenimiento y ocio que cumpliera con sus fantasías sexuales, como espectáculos de peep show y clubes de striptease. Los legisladores de la Asamblea Nacional instaron al gobierno surcoreano a entrenar un suministro de prostitutas para los soldados aliados para evitar que gastaran sus dólares en Japón. Lee Seung-u, el viceministro del Interior, dio una respuesta a la Asamblea Nacional indicando que el gobierno había hecho algunas mejoras en el «Suministro de Prostitutas» para los soldados estadounidenses.

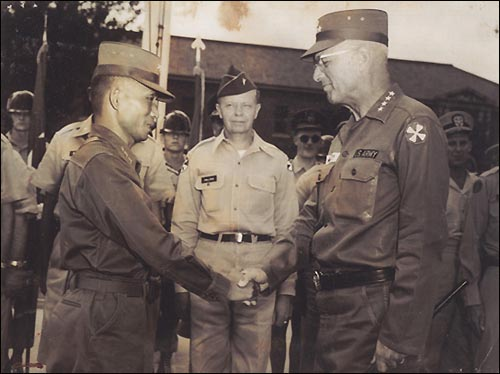
Park Chung-hee (izquierda) estrecha la mano del General Guy S. Meloy tras el Golpe de Estado del 16 de mayo. Park ayudó a implementar la «Campaña de Limpieza de la Comunidad de Bases».

Park tomó el poder en el Golpe de Estado del 16 de mayo, e inmediatamente implementó dos leyes fundamentales. La primera fue la ley de prevención de la prostitución, que excluía a los «campamentos» de la represión gubernamental contra la prostitución; la segunda fue la ley de promoción del turismo, que designaba a los campamentos como distritos turísticos especiales.
Durante los años 1960, la prostitución y otros negocios relacionados generaban casi el 25% del PIB de Corea del Sur. En 1962, se registraron 20,000 mujeres de consuelo. Las prostitutas asistían a clases patrocinadas por su gobierno en inglés y etiqueta para ayudarlas a vender más efectivamente. Eran elogiadas como «patriotas que ganan dólares» o «verdaderas patriotas» por el gobierno surcoreano. En los años 1970, un profesor de secundaria les dijo a sus estudiantes que «las prostitutas que venden sus cuerpos al ejército estadounidense son verdaderas patriotas. Los dólares que ganan contribuyen enormemente a nuestra economía nacional. No hablen a sus espaldas que son princesas occidentales o madames de la ONU».

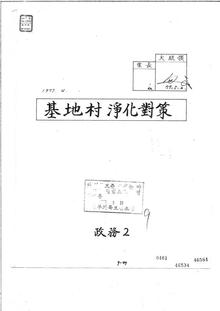
Política de limpieza de la comunidad de bases, firmada por el presidente Park en 1977

En 1971, el número de soldados estadounidenses se redujo en 18,000 debido a la Doctrina Nixon. Debido a esto, los surcoreanos temían más la amenaza norcoreana y su impacto económico. Aun así, la prostitución en los campamentos ya se había convertido en un componente importante del sustento surcoreano. El grupo de defensa My Sister's Place escribió en 1991 que los soldados estadounidenses contribuían con mil millones de dólares a la economía surcoreana. Esto representaba el 1% del PIB surcoreano.

### Segregación racial y discriminación contra soldados negros
Los clubes de los campamentos estaban segregados racialmente entre negros y blancos, y las mujeres eran clasificadas según la raza de los soldados. Los residentes cerca de Campamento Humphreys discriminaban entre soldados negros y blancos. Los soldados negros desahogaban su ira contra los residentes de los campamentos. El 9 de julio de 1971, cincuenta soldados negros provocaron un disturbio contra la discriminación racista y destruyeron algunos clubes cerca de Campamento Humphreys. A su vez, los residentes persiguieron a los soldados negros con hoces. La policía militar estadounidense y la policía surcoreana reprimieron a los alborotadores. Muchas prostitutas coreanas mostraban un comportamiento prejuicioso hacia los soldados negros al negarse a ofrecer servicios sexuales. Las mujeres que se relacionaban o vendían servicios sexuales a negros eran etiquetadas como «negras» por estadounidenses y coreanos y enfrentaban una severa condena social y estigmatización por parte de otros.

### Campaña de limpieza de la comunidad de bases
El aumento significativo en los problemas de los campamentos y las tensiones en las relaciones comunitarias resultaron en varias políticas que buscaban mejorar las áreas de los campamentos militares estadounidenses. En agosto de 1971, el Ministro del Interior, en cooperación con las autoridades sanitarias, ordenó a cada estación de policía tomar precauciones contra enfermedades de transmisión sexual e instruir a las prostitutas sobre ellas. El 22 de diciembre de 1971, Park Chung-hee, el Presidente de Corea del Sur, implementó la Campaña de Limpieza de la Comunidad de Bases. Esto también se conoció como BCCUC. El personal militar estadounidense informó al gobierno surcoreano que los campamentos eran caldo de cultivo para infecciones de transmisión sexual y lugares de discriminación racial. La tasa de enfermedades venéreas por cada 1,000 soldados estadounidenses aumentó rápidamente. A través de la colaboración entre Estados Unidos y la República de Corea, estas políticas se implementaron para prevenir y corregir condiciones desfavorables y relaciones con la comunidad de bases.
El objetivo del BCCUC era crear una imagen favorable de los militares estadounidenses en Corea del Sur entre los nacionales coreanos.[cita requerida] Sin embargo, para hacerlo, el BCCUC necesitaba abordar una «fuente de vergüenza», las altas tasas de enfermedades venéreas entre los soldados estadounidenses y las trabajadoras sexuales coreanas. Registrar a las prostitutas, imponer exámenes de ETS y mejorar las clínicas fueron formas en que el BCCUC intentó controlar la prostitución y reducir las tasas de enfermedades de transmisión sexual. El objetivo del ejército estadounidense era mejorar las condiciones de vida de los militares y aumentar la moral y disciplina de las tropas.
Se argumenta que esta campaña obligó a las prostitutas a cargar con el peso de las relaciones coreano-estadounidenses. El Policía Militar de los Estados Unidos y los funcionarios surcoreanos realizaban redadas regulares contra prostitutas que se creía que propagaban enfermedades. Detenían a las que se consideraban enfermas, encerrándolas bajo vigilancia en las llamadas «casas de monos» que tenían ventanas con rejas. Las mujeres eran obligadas a tomar medicamentos que, según se reportó, las hacían vomitar. Las mujeres certificadas como libres de enfermedades llevaban etiquetas. El ejército estadounidense emitía y requería que las prostitutas que trabajaban en clubes llevaran tarjetas de enfermedades venéreas y también publicaba una guía de enfermedades venéreas para informar a los soldados estadounidenses que frecuentaban bares.

### Movimiento de mujeres surcoreanas
El movimiento de mujeres contra la prostitución militar comenzó a mediados de los años 1980 cuando mujeres cristianas y activistas del movimiento estudiantil se unieron para abordar el problema de la prostitución militar. Sin embargo, en los años 1980, el movimiento se centró en la relación entre las mujeres, la democratización y el gobierno autoritario militar de EE. UU.. Dos grupos se unieron para este movimiento: organizaciones de mujeres cristianas y activistas estudiantiles. My Sister's Place, también conocido como Durebang, fue la primera organización de mujeres fundada en 1986 para concienciar sobre el movimiento kijich'on. No solo abogaron por la abolición de la prostitución y contra la explotación de las mujeres coreanas, My Sister's Place también fue un centro que proporcionaba servicios educativos y de rehabilitación para las mujeres de kijich'on. El esfuerzo puesto en el activismo contra la prostitución de kijich'on atrajo la atención nacional y se convirtió en el tema de muchos estudiosos feministas.

### Post-gobierno militar

Dongducheon, donde muchos «bares jugosos» y clubes están situados cerca de bases militares

A principios de los años 1990, las prostitutas se convirtieron en un símbolo del sentimiento antiestadounidense surcoreano. En 1992, una estimación afirmó que había alrededor de 18,000 mujeres surcoreanas registradas y 9,000 no registradas alrededor de las bases militares estadounidenses. Las cifras del gobierno coreano para 1992 indicaban alrededor de 1,129 prostitutas trabajando alrededor de las bases militares estadounidenses, y alrededor de 926 en 1993 y unas 8,000 (principalmente mujeres extranjeras) en 1995.
En 1992, Yun Geum-i, una trabajadora sexual de un campamento en Dongducheon, fue brutalmente asesinada por militares estadounidenses. Yun fue encontrada muerta con una botella introducida en su vagina y un paraguas en su ano. En agosto de 1993, el gobierno estadounidense compensó a la familia de la víctima con aproximadamente US$72,000. Sin embargo, el asesinato de una prostituta no generó por sí mismo un debate nacional sobre los privilegios de las fuerzas estadounidenses; por otro lado, la violación de una niña escolar de Okinawa de doce años en 1995 por tres militares estadounidenses, uno de la Marina, los otros de los Marines, provocó una gran indignación pública y atrajo mayor atención a la violencia militar contra las mujeres.
Desde 2004, la mayoría de las prostitutas han sido mujeres filipinas o rusas. Las trabajadoras sexuales surcoreanas se han vuelto menos numerosas, ya que las mujeres filipinas y rusas eran una alternativa laboral más barata. Desde mediados de los años 1990, las extranjeras constituyen el 80-85% de las mujeres que trabajan en clubes cerca de las bases militares. Con el colapso de la Unión Soviética, miles de mujeres rusas migraron a Corea para trabajar como artistas mientras otras fueron forzadas a la prostitución tanto para soldados estadounidenses como para civiles coreanos.
A pesar de que las mujeres filipinas y rusas son la mayoría, las prostitutas coreanas todavía están presentes en gran número. Según el Ministerio de Igualdad de Género y Familia, las prostitutas surcoreanas sumaban unas 330,000 en 2002. La mayoría de estas no trabajan cerca de las bases estadounidenses, sino que operan en la economía local.
En agosto de 1999, un propietario de un club coreano en Dongducheon fue acusado de tráfico de mujeres por traer más de 1000 mujeres filipinas y rusas a Corea del Sur para las bases militares estadounidenses, pero un juez surcoreano anuló la orden. En 2000, cinco mujeres extranjeras encerradas en un burdel murieron en un incendio en Gunsan.
En 2002, Fox Television reportó sobre el asedio de burdeles donde mujeres traficadas presuntamente eran forzadas a prostituirse para soldados estadounidenses. Soldados estadounidenses testificaron que los dueños de clubes o bares compraban a las mujeres en subastas, por lo que las mujeres debían ganar grandes sumas de dinero para recuperar sus pasaportes y libertad. En mayo de 2002, legisladores estadounidenses pidieron al Secretario de Defensa Donald Rumsfeld que investigara, afirmando que «si los soldados estadounidenses están patrullando o frecuentando estos establecimientos, el ejército está, en efecto, ayudando a llenar los bolsillos de los traficantes de personas».
En junio de 2002, el Departamento de Defensa de los Estados Unidos se comprometió a investigar las acusaciones de tráfico. En 2003, el Tribunal del Distrito de Seúl dictaminó que tres dueños de clubes nocturnos cerca de Campamento Casey debían compensar a todas las mujeres filipinas que habían sido forzadas a la prostitución. Los dueños de los clubes habían tomado sus pasaportes y las mantenían encerradas. Una mujer filipina que estaba en cautiverio llevaba un diario sobre su confinamiento, golpizas, aborto y hambruna. Antes de que comenzara el juicio, la Organización Internacional para las Migraciones estudió el tráfico de mujeres extranjeras y reportó el resultado a su sede en Ginebra. La Embajada de Filipinas también se unió a los procedimientos, siendo la primera embajada en tomar medidas en nombre de sus nacionales.
En 2002, el gobierno surcoreano dejó de emitir visas a mujeres rusas, por lo que los negocios de prostitución comenzaron a traer más filipinas. Los traficantes de personas también trajeron muchas mujeres rusas a través de matrimonios y matrimonios ficticios con hombres coreanos para que pudieran permanecer legalmente en Corea del Sur. En 2005, las mujeres filipinas y rusas se volvieron comunes en los distritos de luz roja coreanos y representaban el 90 por ciento de las prostitutas en los campamentos militares estadounidenses. En 2005, Hwang Sook-hyang, un propietario de un club en Dongducheon, fue sentenciado a una condena en suspenso de 10 meses y 160 horas de servicio comunitario por cargos de mantener un burdel ilegal. El juicio civil subsiguiente lo sentenció a compensar con US$5,000 a una mujer filipina que fue forzada a tener sexo con soldados estadounidenses entre el 8 de febrero y el 3 de marzo de 2004. La mujer filipina fue reclutada por una empresa surcoreana en Filipinas como cantante de club nocturno en 2004, luego ella y varias mujeres filipinas fueron encerradas dentro del club de Hwang y forzadas a tener sexo con soldados estadounidenses. Las ex empleadas de los «bares jugosos» testificaron que los soldados usualmente pagaban US$150 para llevar a las mujeres del bar a una habitación de hotel para tener sexo; las mujeres recibían US$40. La mayoría de los bares jugosos tienen un sistema de cuotas ligado a la compra de bebidas. Las mujeres que no venden suficientes jugos son forzadas a la prostitución por sus gerentes.
En 2004, el Departamento de Defensa de EE. UU. propuso políticas contra la prostitución. Un militar estadounidense en el Campamento Foster (ubicado en Okinawa) le dijo a un reportero de Stars and Stripes que aunque la prostitución era ilegal en los Estados Unidos, Corea del Sur, Tailandia y Australia, era «bastante abierta». Para 2009, la Embajada de Filipinas en Corea del Sur había establecido una «Lista de Vigilancia» de bares donde las mujeres filipinas eran forzadas a la prostitución y estaba considerando compartirla con el ejército estadounidense con la esperanza de que los comandantes estadounidenses pusieran dichos establecimientos cerca de las bases fuera de los límites para sus tropas.
A partir de 2009, unas 3,000 a 4,000 mujeres trabajando como prostitutas provenían anualmente de Sudeste Asiático, representando el 90% de las prostitutas. A pesar de que la prostitución es ilegal en Corea del Sur, los campamentos estaban prácticamente exentos de las redadas.
En 2011, el Octavo Ejército fundó el Grupo de Trabajo para la Prevención de Agresiones Sexuales; el grupo evaluó y reportó el clima en Corea del Sur con respecto a las agresiones sexuales entre soldados estadounidenses.
En 2012, un anuncio de servicio público de las Fuerzas de Estados Unidos en Corea aclaró, «En este momento, mujeres jóvenes están siendo atraídas a Corea pensando que se convertirán en cantantes y bailarinas», y «En cambio, serán explotadas sexualmente para mantener a sus familias». Las Fuerzas de Estados Unidos en Corea publicaron un video en YouTube, aclarando que «comprar bebidas caras en un bar jugoso apoya la industria de la trata de personas, una forma de esclavitud moderna». Sin embargo, algunos comandantes estadounidenses continúan permitiendo a los soldados estadounidenses frecuentar los bares siempre que no hayan sido atrapados participando directamente en prostitución o trata de personas. Más recientemente, en junio de 2013, el General Jan-Marc Jouas puso todos los bares jugosos fuera de la Base Aérea de Osan fuera de los límites para el personal de la Séptima Fuerza Aérea. Este cambio en la política resultó en tres semanas de protestas a gran escala en el área local; sin embargo, el General Jouas acredita este cambio en la política con el cierre de la mayoría de los bares jugosos en el área.
En 2013, el Gobierno de Filipinas dejó de aprobar contratos que los promotores usaban para llevar mujeres filipinas a Corea del Sur para trabajar cerca de las bases militares estadounidenses.
El 25 de junio de 2014, 122 mujeres de consuelo coreanas sobrevivientes para las fuerzas estadounidenses presentaron una demanda contra su gobierno para reclamar la dignidad humana y exigir una compensación de ₩10 millones por demandante. Según la demanda, fueron supervisadas por las fuerzas estadounidenses y el gobierno surcoreano, y las autoridades surcoreanas colaboraron con proxenetas para evitar que abandonaran el lugar. En 2017, un panel de tres jueces del Tribunal del Distrito Central de Seúl ordenó al gobierno pagar a 57 demandantes el equivalente a $4,240 cada una en compensación por daños físicos y psicológicos.
Desde 2014, USFK ha prohibido a todos los miembros del servicio militar estadounidense visitar cualquier establecimiento que permita a los clientes comprar bebidas (o jugo) para las anfitrionas con el propósito de su compañía. Bares de anfitrionas, bares jugosos y cualquier lugar donde se pueda comprar la compañía de mujeres están fuera de los límites para el ejército estadounidense. Dado que los miembros del servicio militar estadounidense eran una gran fuente de clientela para los bares de anfitrionas, esto cerró efectivamente todos los establecimientos temáticos de anfitrionas cerca de todas las bases militares estadounidenses en Corea.

## Clasificación de trata de personas (TIP)
A 2022. el Departamento de Estado de EE. UU. Informe sobre Trata de Personas evalúa el progreso de cada país en la lucha contra la trata y coloca a cada país en una clasificación por niveles basada en los esfuerzos de sus gobiernos para cumplir con los estándares mínimos para la eliminación de la trata según lo prescrito por la Ley de Protección de Víctimas de Trata y Violencia de 2000 (TVPA):
- Nivel 1: Países cuyos gobiernos cumplen plenamente con los estándares mínimos de la TVPA para la eliminación de la trata.
- Nivel 2: Países cuyos gobiernos no cumplen plenamente con los estándares mínimos de la TVPA pero están haciendo esfuerzos significativos para cumplir con esos estándares.
- Nivel 3: Países cuyos gobiernos no cumplen plenamente con los estándares mínimos de la TVPA y no están haciendo esfuerzos significativos para hacerlo.

El informe TIP de 2021 clasificó a Corea del Sur en Nivel 1.  El informe de 2022 degradó al país a Nivel 2.

## Políticas
Las políticas exteriores entre Estados Unidos y la República de Corea determinaron la ocupación e influencia de EE. UU. en Corea del Sur. A través de la colaboración entre líderes coreanos y el ejército estadounidense, surgió un sistema institucionalizado que toleraba y regulaba la prostitución. La llegada de soldados estadounidenses resultó en una mayor demanda de trabajadoras sexuales coreanas y un aumento en la clientela para establecimientos de R&R (Descanso y Relajación).

### Ley de abolición de la prostitución pública
La Ley de Abolición de la Prostitución Pública (Ley Pública No. 7) fue aprobada el 11 de noviembre de 1947 y entró en vigor el 14 de febrero de 1948. La política de EE. UU. se instaló para alterar el sistema de prostitución licenciada que se estableció en Corea bajo el dominio de Japón. A pesar de la abolición de la prostitución licenciada, esto solo llevó a la «privatización» de la prostitución y la dispersión generalizada de prostitutas en toda el área. Esto dificultó que el gobierno regular sistemáticamente a las prostitutas y sus actividades; específicamente, los exámenes obligatorios de ETS para prostitutas ya no podían ser impuestos. Esto resultó en un gran aumento de ETS entre prostitutas y el ejército estadounidense. La rehabilitación y asistencia social para prostitutas se suponía que eran parte de la nueva ley; sin embargo, los policymakers negaron fondos nacionales para estos programas.
A través de la Ley de Abolición de la Prostitución Pública, el gobierno militar de EE. UU. reemplazó los establecimientos licenciados de prostitución por campamentos cerca de bases militares. Esto proporcionó un espacio comunal para prostitutas y soldados estadounidenses.

### Tratado de defensa mutua
La participación de Estados Unidos en ayudar a Corea del Sur durante la Guerra de Corea (1950-1953) resultó en el Tratado de Defensa Mutua en 1953 que declaró a la República de Corea y Estados Unidos como aliados militares. A través de este tratado, la República de Corea concedió formalmente instalaciones militares, áreas y estatus para tropas estadounidenses en Corea por un período indefinido. La presencia de tropas militares estadounidenses, bajo el Tratado de Defensa Mutua, fue el producto de altas tasas de prostitución kijich'on.

### Doctrina Nixon
En 1969, la Doctrina Nixon declaró la necesidad de reducir la participación militar de Estados Unidos en Asia. Esto resultó en la remoción de 20,000 militares estadounidenses de Corea del Sur y el retiro formal de soldados estadounidenses de la ZDM. Debido a la dependencia económica de la presencia militar estadounidense para empleos e ingresos, la prostitución disminuyó pero la competencia aumentó significativamente entre clubes, otros negocios y trabajadoras sexuales. Los periódicos reportaron las pérdidas económicas significativas y la dislocación generalizada que ocurrió después de la remoción de tropas estadounidenses. Se publicitó que algunos establecimientos pasaron de ganar $200 a $300 por noche a un beneficio de $4 a $5. Muchos que vivían cerca de bases estadounidenses necesitaron reubicarse en áreas más concentradas mientras otros encontraron trabajo en diferentes industrias. La remoción de tropas estadounidenses bajo la Doctrina Nixon causó un aumento en los problemas de los campamentos y un gran resentimiento hacia Estados Unidos.

## Kijich'on (campamento militar)
Los grandes kijich'on (lit. campamentos) del ejército se encuentran principalmente cerca de la zona desmilitarizada (ZDM) que está entre Corea del Norte y Corea del Sur. Los campamentos más populares son Pyeongtaek, Paju, Dongducheon y Uijeongbu que se han desarrollado cerca de las principales bases del ejército estadounidense. Los pueblos kijich’on están vecinos a las bases militares estadounidenses y contienen una combinación de residentes estadounidenses y coreanos. Estos pueblos consisten en negocios y entretenimiento que sirven a los intereses de los militares estadounidenses. En burdeles, bares y clubes, estos establecimientos de R&R proporcionan mujeres kijich'on para soldados estadounidenses. Los campamentos también contienen otros negocios como peluquerías, casas de empeño, tiendas de conveniencia, etc. Los campamentos dependen únicamente del tráfico de clientes que trae la vida nocturna kijich'on.

### Provincia de Gyeonggi
De los años 1950 a 1970, la Provincia de Gyeonggi albergaba la mayoría de las tropas del ejército estadounidense y trabajadoras sexuales coreanas. En 1977, 18,551 de las estimadas 36,924 trabajadoras sexuales coreanas estaban ubicadas en la Provincia de Gyeonggi. En 2001, 21 de las 34 bases militares estadounidenses restantes están ubicadas en la Provincia de Gyeonggi. Dentro de la Provincia de Gyeonggi, Tongduch’ŏn, P’yŏngt’aek, P’aju y Ŭijŏngbu son las ciudades más concentradas para la prostitución.

## Mujeres y descendientes
Los niños nacidos de soldados estadounidenses y prostitutas surcoreanas a menudo eran abandonados cuando los soldados regresaban a EE. UU. Para los años 1970, decenas de miles de niños habían nacido de mujeres surcoreanas y soldados estadounidenses. En Corea del Sur, estos niños a menudo son objeto de vitriolo racista y abuso, siendo llamados principalmente «bastardos de princesas occidentales» (Yanggongju-ssaekki) hijos de soldados blancos, y una minoría nacida de soldados negros eran «oscuros» o «negros» (Kkamdungi). Era difícil para las prostitutas surcoreanas alrededor de las bases militares estadounidenses escapar del estigma de su sociedad, por lo que su única esperanza era mudarse a Estados Unidos y casarse con un soldado estadounidense. Las filipinas traficadas tenían la misma expectativa.
Algunos soldados estadounidenses pagaron la deuda de las mujeres a sus dueños para liberarlas y casarse con ellas. Sin embargo, la mayoría de los soldados estadounidenses desconocían la trata. Algunos soldados ayudaron a mujeres filipinas a escapar de clubes. En 2009, dueños de bares jugosos cerca de Campamento Casey con influencia política exigieron que los funcionarios militares estadounidenses hicieran algo para evitar que los soldados atrajeran a sus chicas de bar con promesas de matrimonio. En junio de 2010, las fuerzas estadounidenses comenzaron un programa para buscar soldados que hubieran dejado y abandonado a una esposa o hijos. Haunting the Korean Diaspora: Shame, Secrecy, and the Forgotten War, una investigación sobre prostitutas por Grace M. Cho, hija de un soldado y una mujer surcoreana, fue galardonada como el mejor libro de 2010 sobre Asia y América Asiática por la Asociación Americana de Sociología.
Una ex prostituta surcoreana le dijo a The New York Times que ellas han sido el mayor sacrificio del Tratado de Defensa Mutua entre Estados Unidos y la República de Corea. Las mujeres también se ven a sí mismas como víctimas de guerra. Buscan compensación y disculpas. Debido a esta historia manchada, el estereotipo principal que la mayoría de los surcoreanos tenían de las mujeres surcoreanas que habían copulado con hombres blancos o «crackers» («Hindungi») era principalmente negativo. Además, los primeros matrimonios transnacionales fueron principalmente entre soldados estadounidenses y mujeres coreanas que trabajaban en bases militares estadounidenses o que eran prostitutas de campamentos. El gobierno de EE. UU. no tiene estadísticas oficiales sobre el número de mujeres coreanas casadas con soldados estadounidenses. Otras provienen de estadísticas no confirmadas de escritores. La autora Grace M. Cho hizo su propia estimación, afirmando que para 2010, 100,000 mujeres coreanas se habían casado con soldados estadounidenses y se habían mudado a Estados Unidos. Las mujeres surcoreanas casadas con extranjeros a menudo son vistas como prostitutas. Los matrimonios entre surcoreanos y extranjeros a menudo llevan un estigma serio en la sociedad surcoreana. Una mujer casada con un español dijo que casi el 100% de los hombres surcoreanos de mediana edad la miran de arriba abajo cuando camina de la mano con su marido.
Las mujeres casadas internacionalmente en Estados Unidos a menudo enfrentaban prejuicios una vez que llegaban a América. Muchas personas asumían que las mujeres eran trabajadoras de campamentos o trabajadoras sexuales.

## En la cultura popular y el arte contemporáneo

### Arte socialmente comprometido
- Ppeppeorl: The Montage of Time and Space por Dalo Hyunjoo Kim y Cho Gwang Hee, (2022)
- Strange meetings por Jane Jin Kaisen, (2017)
- Gijichon: Collecting Fragment por Alex Heeyeon Kil
- Narrow Sorrow por siren eun young jung, (2007)

### Películas
- The Women Outside: Korean Women and the U.S. Military (1995) es un documental producido por Hye Jung Park y J.T. Takagi.
- Comfort Woman - Wianbu (2008) es un cortometraje dirigido y producido por James Bang. Fue nominado para los 35th Student Academy Awards.
- The Evil Night (1952) y A Flower in Hell (1958) por Shin Sang-ok representan prostitutas surcoreanas dentro de las películas.[128][129]
- Silver Stallion (1991) por Chang Kil-su muestra a una prostituta simbolizando la nación violada de Corea.[34]
- Spring in My Hometown (1998) por Lee Kwang-mo representa a una prostituta esperando a su amante estadounidense que nunca regresa.[34]
- Address Unknown (2001) por Kim Ki-duk representa al amante de una prostituta que nunca regresa a Corea del Sur.[34]
- Bloodless (2017) por Gina Kim se basa en la historia verdadera de una prostituta surcoreana, Yun Keum Yi, brutalmente asesinada por un soldado estadounidense en 1992.[130]
- Camp Arirang (1995)

### Teatro
- Seven Neighborhoods Like Warm Sisters representa a prostitutas viviendo cerca de Campamento Humphreys.[131][132]
- Aunque no está ambientada en Corea del Sur, el tema de Miss Saigon (1989) se basa en el encuentro romántico entre un militar estadounidense y una prostituta vietnamita durante la Guerra de Vietnam.

### Novelas
- Memories of My Ghost Brother por Heinz Insu Fenkl (1996)
- Shorty Kim (1957).[34]
- A Stray Bullet por Yu Hyun-mok representa a una mujer que se convierte en prostituta para rescatar a su familia.[34]
- What Crashes, Has Wings (1988).[34]